# پارک ملی خائو سم روی یوت

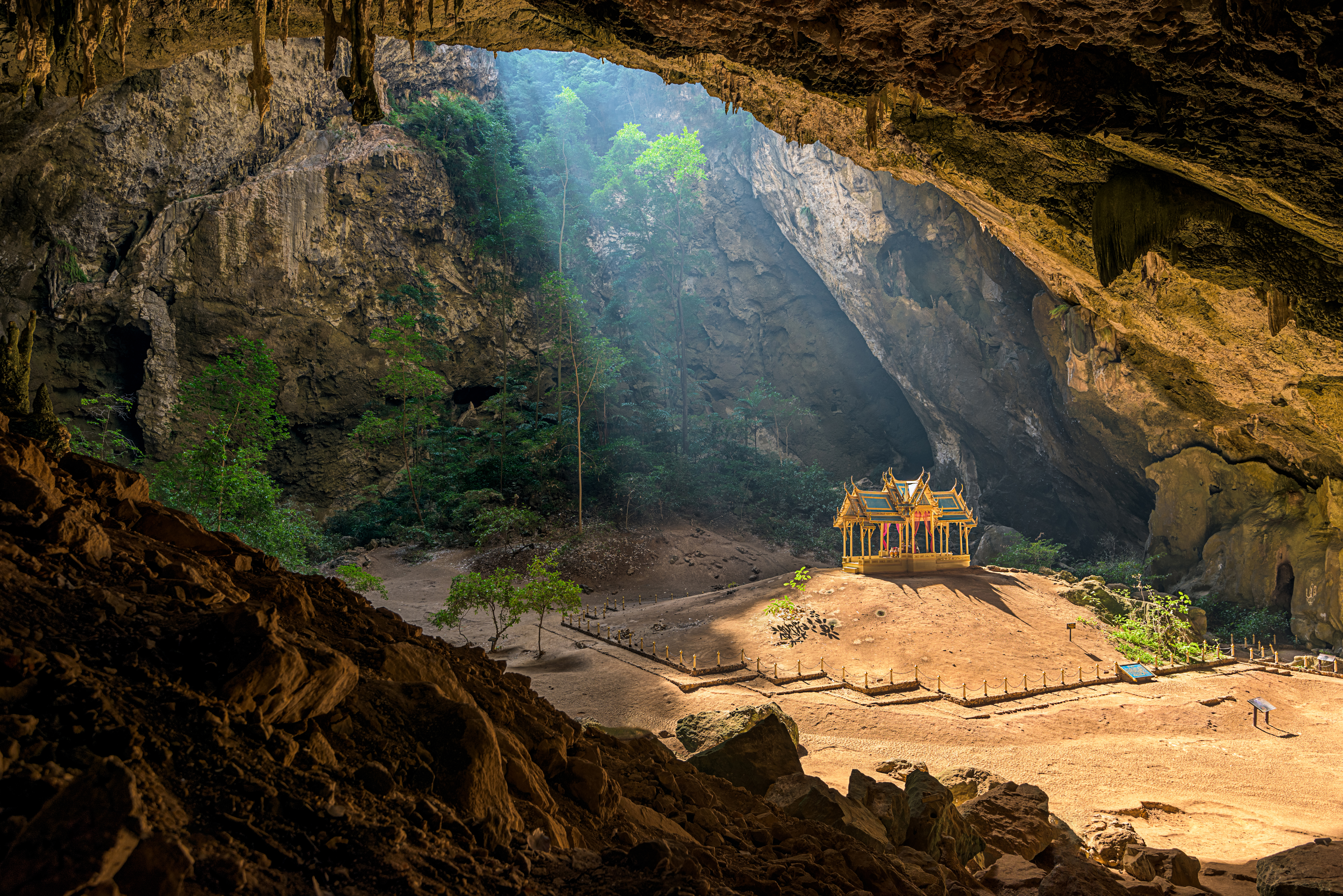
نگاره‌ای از پاویون سلطنتی در پارک ملی خائو سم روی یوت. پاویون در زمان سلطنت راما پنجم در کف غار کوهستانی «فرای ناکون» ساخته شده‌است.

پارک ملی خائو سم روی یوت (به تایلندی: เขาสามร้อยยอด)، یک پارک ملی آبی در ناحیه کوی‌بوری، در استان پراچواپ خیری خان تایلند است. مساحت این پارک ۹۸٫۰۸ کیلومتر مربع است، که از آن ۲۰٫۸۸ کیلومتر مربع مناطق آبی است. این پارک در سال ۱۹۶۶ تأسیس شد و اولین پارک ملی ساحلی تایلند بود. بزرگترین باتلاق آب شیرین تایلند در این پارک قرار دارد.